# 최다슬
최다슬(1988년 4월 26일 ~ ), 영어명 다수리 최(Dasuri Choi)는 필리핀에서 활동하는 대한민국의 댄서이자 방송인이다.